# 그래도 내가 하지 않았어
《그래도 내가 하지 않았어》(それでもボクはやってない)는 2007년 1월 2일에 개봉된 일본 영화이다.
감독은 스오 마사유키로, 《쉘 위 댄스》이래 10년만의 신작이다.

## 줄거리
프리터인 가네코 뎃페이는 아침 출근 시간으로 북적대는 지하철을 타고 취직 면접을 보러 가는 중, 여중생에게 치한이라고 고소당한다. 합의로 끝내자는 타협을 거부하고 뎃페이는 체포되고, 거기에 기소까지 당한다. 그리고 뎃페이와 그의 지지자들의 기나 긴 싸움이 시작된다.

## 출연진

### 주연
- 가세 료 - 가네코 뎃페이 역
- 야쿠쇼 고지 - 아라카와 마사요시 역
- 세토 아사카 - 스도 리코 역

### 조연
- 모타이 마사코 - 가네코 도요코 역
- 야마모토 고지 - 사이토 다츠오 역
- 다나카 데쓰시 - 하마다 아키라 역
- 미쓰이시 겐 - 사다 미츠루 역
- 오미 토시노리 - 신자키 코조 역
- 오모리 나오 - 야마다 코지 역
- 스즈키 란란 - 도이 요코 역
- 타다노 미아코 - 이치무라 미츠코 역
- 야규 미유 - 후루카와 토시코 역
- 노마구치 토오루 - 코구라 시게루 역
- 야마모토 히로시 - 키타오 역
- 마사나 보쿠조 - 오오모리 미츠아키 역
- 마스오카 토오루 - 타무라 세이이치로 역
- 키타미 토시유키 - 미야모토 타카시 역
- 타야마 료세이 - 와다 세이지 역
- 오오와다 신야 - 히로야스 토시오 역
- 다구치 히로마사 - 츠키타 이치로 역
- 도쿠이 유 - 니시무라 세이지 역
- 시미즈 미사 - 사다 키요코 역
- 혼다 히로타로 - 미츠이 히데오 역
- 다케나카 나오토 - 아오키 토미오 역
- 고히나타 후미요 - 무로야마 쇼고 역
- 타카하시 쵸에이 - 이타야 토쿠지 역
- 스가와라 다이키치
- 야지마 겐이치

## 제작진
- 감독, 각본 - 스오 마사유키

## 같이 보기
- 일본 영화